# Arthur W. Oberbeck
Arthur William Oberbeck (* 13. Januar 1912 in Chicago, Illinois; † 7. September 1989 in San Antonio, Texas) war ein Generalleutnant der United States Army. Er war unter anderem Kommandeur der 1. Infanteriedivision.
Arthur Oberbeck besuchte die Lane Technical High School und das Armour Institute of Technology in Chicago sowie von 1933 bis 1937 die United States Military Academy in West Point. Nach seiner Graduation wurde er als Leutnant den Pionieren zugeteilt. In der Armee durchlief er anschließend alle Offiziersränge vom Leutnant bis zum Drei-Sterne-General. Im Lauf seiner militärischen Karriere absolvierte Oberbeck verschiedene Kurse und Schulungen. Dazu gehörten unter anderem ein Studium an der University of California, Berkeley und das United States Army War College.
In seinen jüngeren Jahren versah er den für Offiziere in den niederen Rangstufen üblichen Dienst in unterschiedlichen Einheiten und Standorten. Dazu gehörten auch Aufgaben als Stabsoffizier in verschiedenen Hauptquartieren. Zum Zeitpunkt des japanischen Angriffs auf Pearl Harbor war er auf Hawaii stationiert, wo er dem 3. Pionierbataillon unter dem Kommando der 24. Infanteriedivision angehörte. Damit war er von Anfang an an den amerikanischen Kampfhandlungen des nun auch für die USA beginnenden Zweiten Weltkriegs beteiligt. In den folgenden drei Jahren kommandierte er das 3. Pionierbataillon. Gleichzeitig war er leitender Pionieroffizier der 24. Infanteriedivision. Mit dieser Division war er auf dem asiatischen Kriegsschauplatz eingesetzt und an den militärischen Aktivitäten der Division beteiligt. Ende 1944 wurde er zum Hauptquartier von General Douglas MacArthur versetzt, wo er der Pionierabteilung in dessen Stab angehörte und in der Abteilung zur Betreuung der Bedürfnisse der amerikanischen Luftstreitkräfte arbeitete. Dazu gehörte auch der Bau von Flugplätzen. Dabei erhielt er den Orden Legion of Merit verliehen.
Nach dem Krieg war Oberbeck mehrfach in das amerikanische Nuklearprogramm eingebunden. Er war zunächst für die Atomic Energy Commission in New York City tätig. In den Jahren 1947 bis 1951 war er Dozent an der Militärakademie in West Point. Danach war er am Armed Forces Special Weapons Project beteiligt, das für Atomwaffen zuständig war. Dabei kommandierte er zwei Atomwaffenlager (stockpile sites). Anschließend absolvierte er das United States Army War College. Daran schloss sich eine Versetzung zum Stab der Joint Chiefs of Staff an, wo er ebenfalls in der für Nuklearwaffen zuständigen Abteilung arbeitete.
Nach einer zwischenzeitlich anderen Verwendung wurde Arthur Oberbeck im Jahr 1963 zum Generalmajor befördert und mit dem Kommando über die in Fort Riley stationierte 1. Infanteriedivision betraut. Diesen Posten hatte er zwischen Januar 1963 und Januar 1964 inne. In den Jahren nach seiner Zeit als Divisionskommandeur bekleidete Arthur Oberbeck verschiedene Posten im Bereich der nuklearen Verteidigung. Im Jahr 1969 wurde er zum Generalleutnant befördert. Diesen Dienstgrad behielt er bis zu seiner Pensionierung im Jahr 1972.
Nach seiner Pensionierung studierte Oberbeck bis 1975 an der University of Texas in Austin Jura. Er war an der Forschung zu geothermischer Energie beteiligt. Außerdem war er Berater für Energiethemen der entsprechenden Forschungsabteilung an der University of Texas.
Der seit 1938 mit Margaret Lanigan verheiratete Offizier starb am 7. September 1989 in San Antonio an den Folgen einer Krebserkrankung und wurde auf dem Nationalfriedhof Arlington beigesetzt.

## Orden und Auszeichnungen
Arthur Oberbeck erhielt im Lauf seiner militärischen Laufbahn unter anderem folgende Auszeichnungen:
- Army Distinguished Service Medal
- Legion of Merit
- World War II Victory Medal
- Asiatic-Pacific Campaign Medal